# Gianluca Maglia
Gianluca Maglia (Catania, 12 dicembre 1988) è un ex nuotatore italiano che nuota per la Nazionale Italiana di Nuoto.
È due volte campione italiano Assoluto nella distanza dei 200 metri stile libero, la prima volta a Pescara in vasca da 50 m nel 2009 ai Campionati Italiani Assoluti Estivi e la seconda a Riccione in vasca da 25 m, sempre nel 2009, ai Campionati Italiani Assoluti Invernali.

## Carriera

### Club
La sua prima squadra è stata la Blu Team Catania, poi è passato alla Paguros, successivamente, insieme al suo tecnico Nanni Giunta è passato alla Poseidon Catania, con cui ha vinto tutto.
Nel 2010 è tesserato per la Ispra Swim Planet e in tesseramento militare per il Gruppo N Fiamme Gialle.

### Nazionale
Nel 2009 entra a far parte della Nazionale Italiana di Nuoto allenata prima da Alberto Castagnetti e poi, a causa della sua morte, da Stefano Morini.

## Palmarès
| Mondiali                   | 200 m st. libero        | 4×100 m st. libero               | 4×200 m st. libero              | ---                    |
| 2009 Roma Italia           | 19º in batteria 1'47"64 | ---                              | 6º - 7'03"48 frazione: 1'45"85  | ---                    |
| 2011 Shanghai Cina         | 18º in batteria 1'48"54 | ---                              | 8º - 7'12"26 frazione: 1'48"57  | ---                    |
| Europei                    | 200 m st. libero        | 4×100 m st. libero               | 4×200 m st. libero              | ---                    |
| 2010 Budapest Ungheria     | 6º 1'47"96              | ---                              | 5º - 7'14"50 frazione: 1'48"46  | ---                    |
| 2012 Debrecen Ungheria     | ---                     | Argento nuota in batteria        | Argento frazione: 1'48"56       | ---                    |
| Europei in vasca corta     | 200 m st. libero        | ---                              | ---                             | ---                    |
| 2009 Istanbul Turchia      | 16º in batteria 1'44"63 | ---                              | ---                             | ---                    |
| 2010 Eindhoven Paesi Bassi | 9º in batteria 1'45"95  | ---                              | ---                             | ---                    |
| Giochi del Mediterraneo    | 200 m st. libero        | 4×100 m st. libero               | 4×200 m st. libero              | 4×100 m misti          |
| 2009 Pescara Italia        | 4º 1'47"41              | Argento: 3'13"78 frazione: 48"71 | Oro: 7'09"44 frazione: 1'46"41  | ---                    |
| 2013 Mersin Turchia        | ---                     | Oro: 3'15"99 frazione:           | Oro: 7'19"39 frazione:          | Oro: 3'38"25 frazione: |
| Universiadi                | ---                     | ---                              | 4×100 m st. libero              | ---                    |
| 2013 Kazan Russia          | ---                     | ---                              | Bronzo: 3'16"64 frazione: 49"14 | ---                    |

### Campionati italiani
4 titoli individuali, così ripartiti:
- 4 nei 200 m stile libero

nd = non disputata
| Anno | Edizione    | st. libero 100 m | st. libero 200 m | st. libero 4×100 m | st. libero 4×200 m |
| ---- | ----------- | ---------------- | ---------------- | ------------------ | ------------------ |
| 2008 | Estivi      | 3                | -                | -                  | -                  |
| 2009 | Estivi      | -                | 1                | -                  | -                  |
| 2009 | Invernali   | -                | 1                | nd                 | nd                 |
| 2010 | Primaverili | -                | 2                | -                  | 3                  |
| 2010 | Estivi      | -                | 1                | nd                 | nd                 |
| 2010 | Invernali   | -                | 3                | nd                 | nd                 |
| 2011 | Primaverili | -                | 1                | 3                  | -                  |
| 2011 | Estivi      | -                | 3                | nd                 | nd                 |

Questo è il dettaglio dei risultati in alcuni Campionati Italiani Assoluti:
|                                                        | 50 m st. Libero | 100 m st. Libero                          | 200 m st. Libero                           | 4×100 m st. Libero                                | 4×200 m st. Libero                                                    | 4×100 m misti                                     | 50 m farfalla |
| Assoluti Primaverili 2010 Riccione 14 - 18 aprile 2010 |                 | 9º - 50"51 (Eliminatorie) (24"23 - 26"28) | 1'48"38 (Finale) (25"13 - 52"44 - 1'20"67) | 1º Frazionista 4^ Ispra Swim Planet 50"82 (24"84) | 1º Frazionista 3^ Ispra Swim Planet 1'48.85 (25"64 - 52"92 - 1'20"95) | 4º Frazionista 9^ Ispra Swim Planet 49.28 (23"36) |               |
| Assoluti Invernali 2009 Riccione 21 - 22 novembre 2009 | 13º - 22"39     | 6º - 47"85 (23"20 - 24"65)                | 1'43"62 (24"13 - 50"23 - 1'16"92)          |                                                   |                                                                       |                                                   | 23º - 24"50   |

Campionati europei di Debrecen 2012 
200 sl 
9º in batteria 
4x200 sl 2º
Olimpiadi Londra 2012
4x200 
fuori in batteria